# Antoinette Byron
Antoinette Byron-Edelstein (Sídney, Nueva Gales del Sur; 1 de diciembre de 1962) es una actriz australiana, conocida principalmente por haber interpretado a Natalie Nash en la serie Home and Away.

## Biografía
Antoinette es prima de la actriz Robin Christopher. Se graduó de la prestigiosa escuela de teatro National Institute of Dramatic Art '"NIDA". Antoinette está casada con Jerry Edelstein.

## Carrera
En 1982 apareció como invitada en la popular serie Prisoner donde interpretó a Amanda Cole, la compañera de cuarto de Susie.
En 1983 obtuvo un pequeño papel en la miniserie Scales of Justice.
En 1985 apareció en las series The Henderson Kids donde interpretó a Pat Edwards y en la popular serie australiana Neighbours donde interpretó a Lorraine Kingham una amiga de Julie Robinson y ex-prometida de Des Clarke del 12 de marzo hasta el 22 de marzo del mismo año.
En 1986 apareció por primera vez en la popular serie norteamericana All My Children donde interpretó de forma recurrente a Antoinette "Skye" Chandler-Quartermaine hasta 1987. Byron fue remplazada por la actriz Robin Christopher quien ha interpretado a Sky desde 1987 hasta el 2012 y previamente por Carrie Genzel 1996 a 1997.
En 1987 se unió al elenco principal de la serie Women in Prison donde interpretó a Bonnie Harper, una joven que estaba en prisión por prostitución, Byron apareció en la serie hasta el final de esta en 1988.
En 1995 apareció en la serie popular norteamericana Melrose Place donde interpretó brevemente a Emily Baldwin, la nueva nana de Austin el hijo de Jo Reynolds (Daphne Zuniga) que termina secuestrando a su hijo.
En 1996 apareció como invitada en un episodio de la serie norteamericana Baywatch donde interpretó a la doctora Johnson.
El 18 de febrero de 1998 se unió al elenco de la popular y exitosa serie australiana Home and Away donde interpretó a Natalie "Nat" Collins-Nash hasta el 11 de octubre de 2000, luego de que su personaje decidiera mudarse de la bahía junto a su esposo el soldado Joel Nash a Queensland. Anteriormente Natalie había sido interpretada por la actriz Angelica la Bozetta en 1998.
En el 2001 apareció como invitada en la serie norteamericana Malcolm in the Middle donde interpretó a Lillian.
En el 2005 apareció en la película de ciencia ficción Man with the Screaming Brain donde interpretó a Jackie Cole la esposa de William Cole (Bruce Campbell) el director ejecutivo de una compañía farmacéutica estadounidense que viaja a Bulgaria debido a intereses financieros.

## Filmografía
Series de televisión
| Año         | Serie                 | Personaje                  | Notas                                  |
| ----------- | --------------------- | -------------------------- | -------------------------------------- |
| 2001        | Malcolm in the Middle | Lillian                    | episodio "Book Club"                   |
| 1999 - 2000 | Home and Away         | Natalie Nash               | 33 episodios                           |
| 1997        | Pacific Palisades     | Hija de Hobson             | episodio "Mothers and Other Strangers" |
| 1997        | High Tide             | Veronica                   | episodio "Desperate Friday"            |
| 1996        | Baywatch              | Doctora Johnson            | episodio "Go for the Gold"             |
| 1995        | Melrose Place         | Emily Baldwin              | 2 episodios                            |
| 1994        | Time Trax             | Fugitiva                   | episodio "Almost Human"                |
| 1993        | E Street              | Laura Fielding             | -                                      |
| 1991        | Jake and the Fatman   | Vanessa Kruger             | episodio "I May Be Wrong"              |
| 1990        | Skirts                | Tina Van Hervell           | -                                      |
| 1987 - 1988 | Women in Prison       | Bonnie Harper              | 13 episodios                           |
| 1986 - 1987 | All My Children       | Antoinette "Skye" Chandler | 8 episodios                            |
| 1985        | Neighbours            | Lorraine Kingham           | 5 episodios                            |
| 1985        | The Henderson Kids    | Pat Edwards                | 4 episodios                            |
| 1984        | Special Squad         | -                          | episodio "The Golden Run"              |
| 1983        | Scales of Justice     | Prostituta                 | miniserie                              |
| 1983        | Starting Out          | Laurel Adams               | -                                      |
| 1982        | Prisoner              | Amanda Cole                | 3 episodios                            |
| 1981        | Bellamy               | Valerie                    | episodio "A Nice Girl Like You"        |
| 1977        | The Restless Years    | Tracey Williams            | -                                      |

Películas
| Año  | Título                       | Personaje   | Notas                                                                                            |
| ---- | ---------------------------- | ----------- | ------------------------------------------------------------------------------------------------ |
| 2005 | American Black Beauty        | Anna        | junto a Dean Stockwell, Leah Lail, Chris Hunter, Danielle Keaton, Peter Jason & William McNamara |
| 2005 | Man with the Screaming Brain | Jackie Cole | junto a Bruce Campbell, Tamara Gorski, Ted Raimi & Stacy Keach                                   |
| 1990 | The Phantom Horsemen         | -           | junto a Beth Buchanan, Bryan Marshall, Marshall Napier & John Bonney                             |
| 1986 | Death of a Soldier           | Secretaria  | junto a James Coburn, Bill Hunter, Reb Brown, Randall Berger & Michael Pate                      |
| 1985 | Rebel                        | Joven       | junto a Matt Dillon, Bryan Brown, Bill Hunter, Ray Barrett & Nikki Coghill                       |
| 1984 | Fast Talking                 | Cajera      | junto a Steve Bisley, Tracy Mann, Richard Carter & Julie McGregor                                |
| 1984 | Crime of the Decade          | -           | junto a John Jarratt, Bill Pearson, Sonja Tallis & Judy Nunn                                     |
| 1983 | Skin Deep                    | -           | junto a Briony Behets, Carmen Duncan, Kate Fitzpatrick & Nicole Kidman                           |
| 1981 | Winter of Our Dreams         | -           | junto a Judy Davis, Bryan Brown, Baz Luhrmann & Peter Mochrie                                    |

Teatro
| Año  | Obra                  | Personaje | Director (a)   | Teatro           | Notas                                                                           |
| ---- | --------------------- | --------- | -------------- | ---------------- | ------------------------------------------------------------------------------- |
| 1982 | The Rocky Horror Show | -         | David Toguri   | Canberra Theatre | junto a Daniel Abineri, David Frezza, Jay Hackett & Stuart Wagstaff             |
| 1979 | Interview             | -         | Betty Williams | -                | junto a Matthew Crosby, Gary Field, Fiona Heylan, Suzanne Sandow & Hugo Weaving |